# Gud är vår tillflykt, starkhet och borg
Gud är vår tillflykt, starkhet och borg är en psalm med text skriven 1934 av Johan Gustafsson och musik skriven 1934 av Gunnar Petersén. Texten bygger på Psaltaren 46.

## Publicerad i
- Psalmer och Sånger 1987 som nr 625 under rubriken "Att leva av tro - Förtröstan - trygghet".[1]